# 1100 Bel Air Place
Albums de Julio Iglesias
Julio (en)
(1983) Libra (en)
(1985)
Singles
1. To All the Girls I've Loved Before
Sortie : février 1984
2. All of You
Sortie : 12 juin 1984
3. Moonlight Lady
Sortie : novembre 1984
4. The Air That I Breathe
Sortie : 1984

1100 Bel Air Place est un album studio du chanteur espagnol Julio Iglesias, sorti le 10 août 1984 chez CBS Records. Il s'agit du premier album d'Iglesias à être interprété en grande partie en anglais, et il est généralement considéré comme l'album qui lui a permis de percer sur les marchés anglophones.
L'album contient les seuls singles d'Iglesias ayant été classés dans le top 40 américain du Billboard Hot 100, To All the Girls I've Loved Before, avec Willie Nelson, et All of You avec Diana Ross. Les Beach Boys ont assuré les chœurs sur The Air That I Breathe, une reprise d'Albert Hammond et qui a également été un grand succès pour le groupe britannique The Hollies en 1974. Le troisième single de l'album, Moonlight Lady, également une reprise d'une chanson de Hammond, rencontre un certain succès en France et en Belgique.
Le titre de l'album est l'adresse, 1100 Bel Air Place, de l'ancienne résidence d'Iglesias à Los Angeles et qui a appartenu au producteur de musique Quincy Jones jusqu'en septembre 2005.

## Promotion
Afin de promouvoir 1100 Bel Air Place, Julio Iglesias a entamé une tournée mondiale le 15 juin 1984 à Porto Rico. La tournée a totalisé 124 concerts à travers les États-Unis, le Canada, l'Europe, l'Afrique du Sud, l'Australie et l'Orient. La tournée était sponsorisée par Coca-Cola et a vendu environ 1 million de billets,,.

## Liste des titres
| 1.    | All of You (avec Diana Ross)                            | - Cynthia Weil - Julio Iglesias - Tony Renis                                                                                            | 3:57 |
| 2.    | Two Lovers                                              | - Paul Jabara - Jay Asher | 4:23 |
| 3.    | Bambou Medley: Tape sur des bambous Jamaica             | - Il tape sur des bambous : Michel Héron - Didier Barbelivien - Philippe Lavil - Jamaica : Iglesias - Michel Colombier - Albert Hammond | 3:48 |
| 4.    | The Air That I Breathe (avec The Beach Boys)            | - Hammond - Michael Hazelwood | 4:16 |
| 5.    | The Last Time                                           | - Iglesias - Manuel de la Calva - Ramón Arcusa - Panzer                                                                                 | 3:36 |
| 6.    | Moonlight Lady                                          | - Hammond - Carole Bayer Sager | 4:10 |
| 7.    | When I Fall in Love                                     | - Victor Young - Edward Heyman | 3:27 |
| 8.    | Me va, Me va                                            | - Ricardo Ceratto - Hammond (paroles anglaises)                                                                                         | 6:03 |
| 9.    | If (E Poi)                                              | - David Gates - Testa (paroles italiennes)                                                                                              | 3:09 |
| 10.   | To All the Girls I've Loved Before (avec Willie Nelson) | - Hammond - Hal David | 3:30 |
| 40:03 |                                                         | |      |

| piste bonus de la réédition 2006 | piste bonus de la réédition 2006 | piste bonus de la réédition 2006   | piste bonus de la réédition 2006 | piste bonus de la réédition 2006 | piste bonus de la réédition 2006 | piste bonus de la réédition 2006 | piste bonus de la réédition 2006 | piste bonus de la réédition 2006 | piste bonus de la réédition 2006 |
| No                               | Titre                            | Auteur                             | Durée                            |                                  |                                  |                                  |                                  |                                  |                                  |
| -------------------------------- | -------------------------------- | ---------------------------------- | -------------------------------- | -------------------------------- | -------------------------------- | -------------------------------- | -------------------------------- | -------------------------------- | -------------------------------- |
| 11.                              | I Don't Want to Wake You         | - Peter McCann - Wayland Holyfield | 2:56                             |                                  |                                  |                                  |                                  |                                  |                                  |
| 42:59                            |                                  |                                    |                                  |                                  |                                  |                                  |                                  |                                  |                                  |

## Crédits

### Production
- Richard Perry – producteur
- Michel Colombier – arrangements (pistes, cordes)
- Randy Kerber – arrangements (pistes, cordes)
- Robbie Buchanan – arrangements (pistes)
- Ramón Arcusa – arrangements (pistes), producteur
- John Barnes – arrangements (pistes)
- Jeremy Lubbock – arrangements (cordes)
- Erich Bulling – arrangements (cuivres)
- Jules Chaikin – entrepreneur
- John Rosenberg – entrepreneur
- Andres Victorin – copiste
- Art Von Schloss – copiste
- Suzie Katayama – copiste
- Humberto Gatica – ingénieur du son, mixage
- Terry Christian – ingénieur du son
- Gabe Veltri – ingénieur du son additionnel
- Bill Scheniman – ingénieur du son additionnel (voix de Diana Ross)
- Larry Greenhill – ingénieur du son additionnel (voix de Willie Nelson)
- Stuart Furusho – ingénieur du son additionnel
- Tom Fource – ingénieur du son additionnel
- Larry Fergusson – ingénieur du son additionnel
- Michael Brooks – ingénieur du son additionnel
- David Dubow – ingénieur du son additionnel
- Bobby Gerber – ingénieur du son additionnel
- Wally Traugott – ingénieur de mastérisation
- Albert Hammond – producteur associé
- Harry Langdon – photographie de la pochette
- Javier Paz – conception
- Julie Adams – coach dialectique pour l'album
- Lillian Glass – coach dialectique (piste 10)

### Lieux d'enregistrement et de mixage
- Studio 55, Los Angeles – enregistrement
- Sunset Sound, Los Angeles – enregistrement, mixage
- Lion Share, Los Angeles – enregistrement
- Record Plant, Los Angeles – enregistrement
- Ocean Way, Los Angeles – enregistrement
- Lighthouse, Los Angeles – enregistrement
- Pedernales, Austin – enregistrement
- The Power Station, New York – enregistrement
- The Hit Factory, New York – enregistrement
- Capitol Records – mastering

Adaptés des notes d'accompagnement de 1100 Bel Air Place.

## Classements et certifications
| Classement (1984–85)                 | Meilleure position |
| ------------------------------------ | ------------------ |
| Allemagne de l'Ouest (Media Control) | 7                  |
| Australie (Kent Music Report)        | 2                  |
| Autriche (Ö3 Austria Top 40)         | 2                  |
| Canada (Canadian Albums)             | 4                  |
| Danemark (Hitlisten)                 | 1                  |
| Espagne (AFYVE)                      | 1                  |
| États-Unis (Billboard 200)           | 5                  |
| Europe (European Albums)             | 2                  |
| France (SNEP)                        | 16                 |
| Italie (Musica e dischi)             | 8                  |
| Japon (Oricon)                       | 42                 |
| Norvège (VG-lista)                   | 8                  |
| Nouvelle-Zélande (RIANZ)             | 1                  |
| Pays-Bas (Mega Album Top 100)        | 3                  |
| Royaume-Uni (UK Albums Chart)        | 14                 |
| Suède (Sverigetopplistan)            | 9                  |
| Suisse (Schweizer Hitparade)         | 4                  |

| Classement (1984)                         | Position |
| ----------------------------------------- | -------- |
| Allemagne de l'Ouest (Offizielle Top 100) | 68       |
| Australie (Kent Music Report)             | 11       |
| Autriche (Ö3 Austria)                     | 15       |
| Canada (RPM Top Albums)                   | 21       |
| Espagne (AFYVE)                           | 12       |
| États-Unis (Billboard 200)                | 40       |
| États-Unis (Cash Box Top 100 Albums)      | 18       |
| Italie (AFI)                              | 24       |
| Nouvelle-Zélande (RIANZ)                  | 22       |
| Pays-Bas (Album Top 100)                  | 57       |

| Classement (1985)        | Position |
| ------------------------ | -------- |
| Canada (RPM Top Albums)  | 92       |
| France (SNEP)            | 47       |
| Nouvelle-Zélande (RIANZ) | 43       |

### Certifications et ventes
| Pays                                                                                                   | Certification | Ventes certifiées |
| --- | ------------- | ----------------- |
| Australie (ARIA)                                                                                       | 4 × Platine   | 280 000^          |
| Brésil (PMB)                                                                                           | 2 × Platine   | 700 000           |
| Canada (Music Canada)                                                                                  | 5 × Platine   | 500 000^          |
| Danemark (IFPI)                                                                                        | Platine       | 80 000^           |
| Espagne (PME)                                                                                          | 2 × Platine   | 200 000^          |
| États-Unis (RIAA)                                                                                      | 4 × Platine   | 4 000 000^        |
| France (SNEP)                                                                                          | Or            | 100 000*          |
| Italie (FIMI)                                                                                          | Platine       | 100 000*          |
| Japon                                                                                                  | —             | 28 190            |
| Malaisie (RIM)                                                                                         | Platine       | NC                |
| Mexique (AMPFV)                                                                                        | Or            | 100 000^          |
| Nouvelle-Zélande (RMNZ)                                                                                | 3 × Platine   | 45 000^           |
| Pays-Bas (NVPI)                                                                                        | Platine       | 100 000^          |
| Philippines (PARI)                                                                                     | Or            | NC                |
| Portugal (AFP)                                                                                         | Or            | 20 000^           |
| Royaume-Uni (BPI)                                                                                      | Argent        | 60 000^           |
| Singapour (RIAS)                                                                                       | Platine       | NC                |
| Suède (GLF)                                                                                            | Platine       | 100 000^          |
| Résumé                                                                                                 |               |                   |
| Monde Ventes mondiales jusqu'en 1986                                                                   |               | 9 000 000         |
| *Ventes selon la certification ^Mise en rayon selon la certification xNon précisé par la certification |               |                   |